# Eclipse solar de 20 de maio de 2012

Animação mostrando as regiões do planeta atingidas pelo eclipse

O eclipse solar de 20 de maio de 2012 foi um eclipse anular visível na região costeira da China, no sul do Japão, no norte do Oceano Pacífico e no oeste dos Estados Unidos, apresentando magnitude 0,9439. É o quinquagésimo oitavo eclipse solar na série Saros 128.

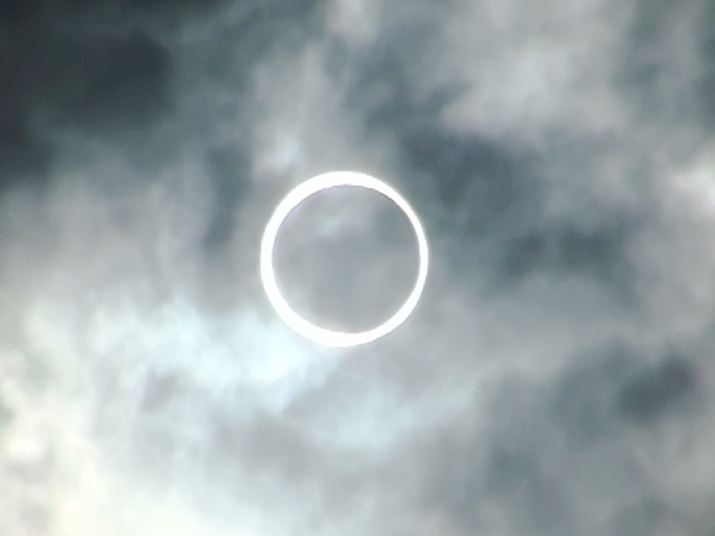
Eclipse visto de Kofu no Japão